# Isla Nelson (Alaska)
La isla Nelson (en inglés: Nelson Island; en Yup'ik central: Qaluyaaq ) es una isla costera de Estados Unidos localizada en el mar de Bering frente a la costa suroeste de Alaska. Administrativamente, pertenece al Área censal de Bethel del estado de Alaska. Tiene 68 kilómetros de largo y de 32 a 56 km de ancho. Con una superficie de 2.183 km², es la 15.ª isla mayor de los Estados Unidos y la 194º del mundo. Está prácticamente unida al territorio continental, separada al norte por el río Ningaluk y al sureste por el río Kolavinarak. Al suroeste de esta isla se encuentra la isla Nunivak, de la que la separan las aguas del estrecho de Etolin.
La isla Nelson tiene tres aldeas, las tres situadas en la costa,en la parte suroeste de la isla: Tununak, en el oeste; Toksook Bay, al sureste de Tununak; y Nightmute, en el este. Las motos de nieve conectan a Tununak y Nightmute en el invierno. Estas tres comunidades comprenden toda la población de la isla de 1.065 habitantes según el censo de 2000. La comunidad más grande es Toksook Bay. El resto de la isla, más del 77 por ciento de su superficie, esta despoblado.
El pueblo de Newtok, ubicado en el continente cerca del río Ningaluk, al norte de la isla, está siendo trasladado a la isla Nelson, debido a la erosión de la capa freática en la zona donde se encuentra actualmente.
Los nativos de la isla son Yupiit que mantienen una dieta predominantemente de alimentos tradicionales, que incluye la pesca y la caza de animales.

## Historia
La isla recibió el nombre de Edward William Nelson, un naturalista de la Institución Smithsonian, que estudió la isla y la gente que allí vivía en 1878.